# Eugene Shoemaker
Eugene Merle Shoemaker, Gene Shoemaker (ur. 28 kwietnia 1928, zm. 18 lipca 1997) – amerykański astronom i geolog.

## Życiorys
Najbardziej znany z odkrycia 24 marca 1993 roku wraz z żoną Carolyn i Davidem Levym, komety nazwanej później Shoemaker-Levy 9. Jest również współodkrywcą 185 planetoid.
18 lipca 1997 roku zginął w wypadku drogowym w Australii podczas wyprawy w poszukiwaniu kraterów po upadkach meteorytów.

## Upamiętnienie
W roku 1998 sonda Lunar Prospector zabrała na Księżyc kilkadziesiąt gramów prochów Eugene’a Shoemakera.
W uznaniu jego pracy jego imieniem nazwano planetoidę (2074) Shoemaker oraz krater Shoemaker na Księżycu.